# Witka
Witka (czes. Smědá, niem. Wittig) – rzeka w Czechach i w Polsce o długości 51,9 km (w granicach Polski – 5,9 km) i powierzchni dorzecza 331 km² (w granicach Polski – 60 km²), prawy dopływ Nysy Łużyckiej. 
Rzeka wypływa z trzech potoków źródliskowych w Górach Izerskich: Bílá Smědá, Černá Smědá, Hnědá Smědá, w Czechach. Za główny potok źródliskowy uważa się Bílá Smědá wypływający z torfowisk między Smiedawską Górą a Izerą. 
Na mocy postanowień kongresu w Wiedniu z 1815 roku, Witka stała się granicą pruskiego Śląska i saskich Górnych Łużyc. Formalnie granica istniała do końca 1918 roku, jednakże od 1871 miała znaczenie symboliczne, ponieważ po zjednoczeniu Niemiec oba królestwa stanowiły część jednego Cesarstwa Niemieckiego. Współcześnie, od wsi Ostróżno do ujścia potoku Boreczek, jest rzeką graniczną pomiędzy Polską a Republiką Czeską. Przepływa przez Jezioro Witka, a do Nysy Łużyckiej uchodzi we wsi Radomierzyce tuż obok pałacu.
Końcowy odcinek rzeki w granicach Czech tworzy rezerwat przyrody Meandry Smědé (meandry Witki) chroniący naturalny krajobraz doliny rzecznej, bogatą roślinność zakoli oraz podmokłe lasy łęgowe.
Polską nazwę Witka wprowadzono urzędowo zarządzeniem w 1951 roku, zastępując poprzednią niemiecką nazwę Wittig.

## Dopływy
prawe:
- Šindelový potok
- Hájený potok
- Libverdský potok
- Pekelský potok
- Lomnice
- Řasnice
- Bulovský potok
- Kočičí potok/Koci Potok

lewe:
- Bílý potok
- Černý potok
- Velký a Malý Štolpich
- Holubí potok
- Andělský potok
- Minkovický potok
- Višňovský potok
- Boreček/Boreczek

Ważniejsze miejscowości nad Witką: Hejnice, Lužec, Raspenava, Frýdlant, Spytków, Niedów, Radomierzyce.